# Marisa Winkelhausen
Marisa Winkelhausen (* 3. Juni 1988) ist eine ehemalige Schweizer Curlerin. Zuletzt spielte sie als Second im Team von Alina Pätz.

## Karriere
Marisa Winckelhausen wurde in eine Curlingaffine Familie geboren und ist in Port aufgewachsen. Ihre Eltern wie auch ihre Grosseltern haben schon Curling gespielt und Winckelhausen begann mit 13 Jahren auch zu Curlen.
Winkelhausen spielte erstmals international bei der Juniorenweltmeisterschaft 2008 als Third im Team von Michèle Jäggi; die Schweizerinnen belegten den sechsten Platz. Bei der folgenden Juniorenweltmeisterschaft 2009 spielte sie als Fourth unter Skip Martina Baumann und gewann die Bronzemedaille.
Von 2010 bis 2014 spielte sie wieder als Third im Team Jäggi und gewann drei Turniere auf der World Curling Tour. 2014 wechselte sie als Second zum Team von Alina Pätz, mit dem sie drei weitere Turniere auf der Tour gewinnen konnte. Mit Pätz spielte sie bei der Weltmeisterschaft 2015. Die Schweizerinnen zogen in den Final ein und wurden nach einem Sieg gegen Kanada mit Skip Jennifer Jones Weltmeisterinnen. Bei der Europameisterschaft 2015 spielte sie mit dem gleichen Team und wurde Sechste. Mit dem Team Pätz nahm sie auch an der  Weltmeisterschaft 2017 teil; die Schweizerinnen belegten den achten Platz.
Im März 2018 gab sie ihren Rücktritt vom aktiven Curling-Sport zum Ende der Saison 2017/18 bekannt. Gleichwohl übernahm sie bei der Europameisterschaft 2018 in Tallinn im Schweizer Team um Silvana Tirinzoni die Aufgabe der Ersatzspielerin und gewann die Silbermedaille. Bei der Weltmeisterschaft 2019 gelang die Revanche: die schwedischen Curlerinnen wurden im Final mit 8:7 besiegt, was den Weltmeistertitel bedeutete.

## Arbeit neben dem Sport
Da Curling eine Randsportart ist in der Schweiz, arbeitet die ausgebildete Augenoptikerin nebenher noch zu 50 % bei einem Arzt in Bern für den sie die Buchhaltung erledigt. Dazu studierte sie an der Fernfachhochschule Betriebökonomie.